# Carex interior
Carex interior L.H.Bailey es una especie de planta herbáceade la familia de las ciperáceas.

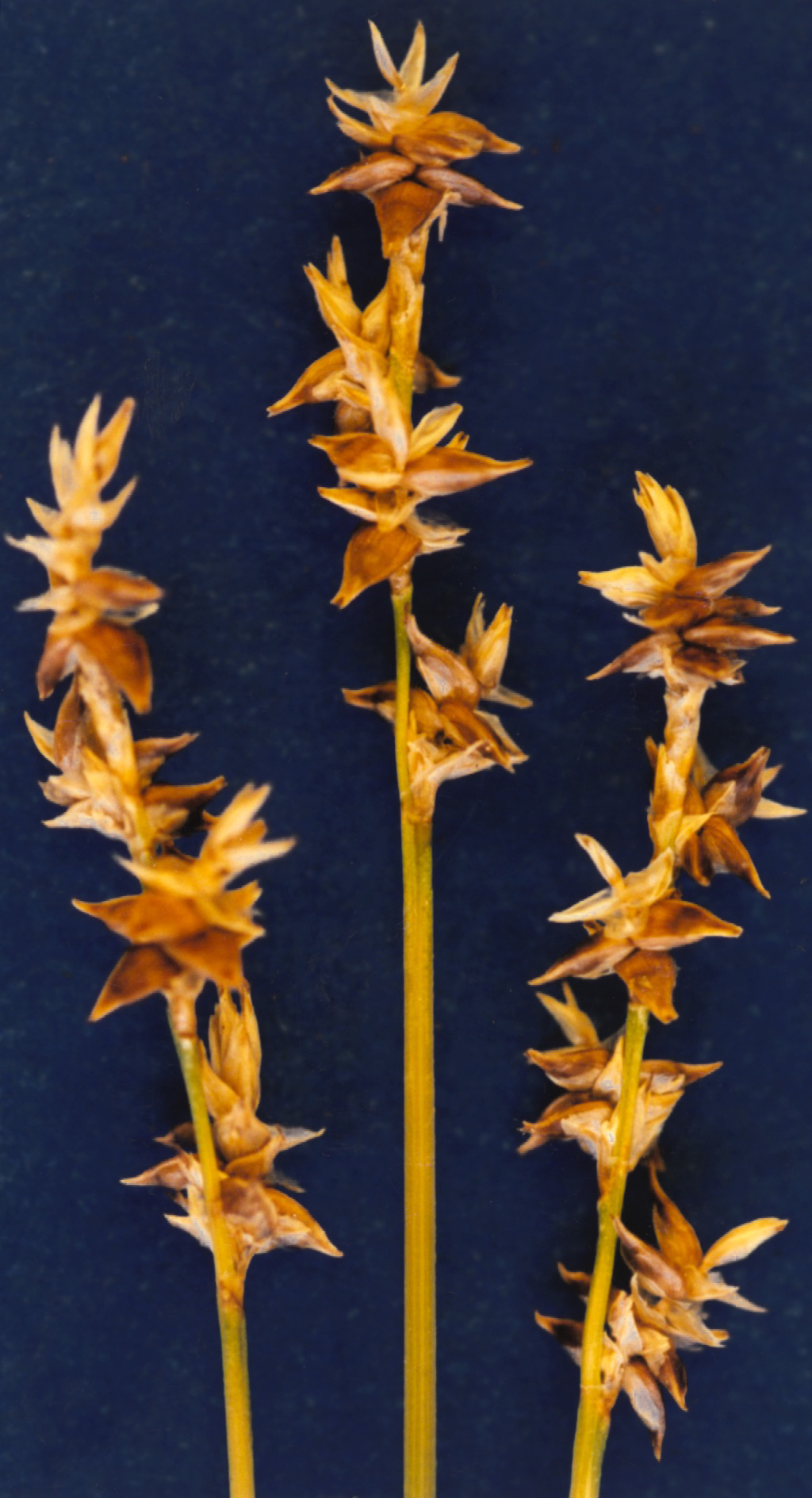
Espigas

## Hábitat y distribución
Es nativa de gran parte de América del Norte desde Alaska hasta el norte de México y a mediados del Atlántico en Estados Unidos. Crece en hábitats húmedos, la mayoría de las veces en suelos calcáreos. 

## Descripción
Esta juncia produce tallos macizos de cerca de un metro de altura máxima, con algunas hojas en cada tallo.  La inflorescencia es un conjunto de espigas en forma de estrellas de flores cubiertas de escamas de oro. El fruto está recubierto en un perigynium 
dentado de color rojo con punta.

## Taxonomía
Carex interior fue descrita por  Liberty Hyde Bailey y publicado en Bulletin of the Torrey Botanical Club 20(11): 426. 1893.
Etimología
Ver: Carex
interior; epíteto latino  que significa "interior".
Sinonimia
- Carex scirpoides Willd. (1805), nom. illeg.
- Vignea scirpoides Rchb. in J.C.Mössler & H.G.L.Reichenbach (1830).
- Carex stellulata var. scirpoides J.Carey in A.Gray (1848).
- Carex interior subsp. charlestonensis Clokey (1939).
- Carex interior var. keweenawensis F.J.Herm. (1941).
- Carex interior f. keweenawensis (F.J.Herm.) Fernald (1942).[3]